# Carl Herslow (tidningsman)
Carl Christian Peter Herslow, född den 3 april 1836 i Karlskrona, död den 18 september 1933 i Malmö, var en svensk tidnings-, kommunal- och finansman, politiker och talman. Han var bror till Ernst Herslow och far till Anna och Ernst C:son Herslow.

## Biografi
Herslow blev filosofie magister vid Lunds universitet 1859 och ledde, efter fortsatta studier i Lund och efter studieresor i utlandet, under några år Göteborgs lyceum samt utnämndes 1865 till lektor vid Högre allmänna läroverket i Malmö i svenska och moderna språk. I april 1870 startade han Sydsvenska dagbladet, som i december 1871 sammanslogs med tidningen "Snällposten". Herslow lämnade 1874 lektoratet och övertog 1875 det juridiska ansvaret för denna tidning, som till sin politiska ståndpunkt var moderat-liberal och i följd av Herslows elegant skrivna och med stor auktoritet framträdande artiklar kom att inta en mycket bemärkt och ansedd ställning inom pressen. Från redaktörskapet avgick han 30 september 1907.
Vid ett partiellt riksdagsmannaval hösten 1876 invaldes Herslow i andra kammaren som representant för Malmö stad och tillhörde den riksdagarna 1877–86 och 1888–93. Härunder var han ledamot i tillfälligt utskott 1880, 1881 och 1884, i särskilt utskott 1882 för samelagstiftningen, blev 1891 i stället för Erik Gustaf Boström bevillningsutskottets ordförande samt utsågs till kammarens talman vid 1892 års båda riksdagar och 1893. Herslow var en framstående debattör och fick tidigt en stark ställning inom riksdagen. Han var en övertygad anhängare av frihandel och var 1891 den frihandelsvänliga Andrakammarcenterns ledare. Samma år framförde han i frågan om begränsande av städernas representationsrätt på stadsrepresentanternas vägnar ett kompromissförslag utgående från höjande av den folkmängdssiffra, som förutsattes för de större städernas rätt att välja flera riksdagsmän. Han deltog livligt i försvarsdebatterna, från början anhängare av allmän värnplikt, men biträdde 1883 särskilda utskottets förslag i härordningsfrågan. Vid 1891 års riksdag blev hans uppträdande avgörande för det då framlagda härordningsförslagets öde i andra kammaren.
Herslows talmanstal inför tronen hade inte sällan viss historisk betydelse. Vid urtima riksdagens avslutning 1892 gav han uttryck åt Andra kammarens förhoppning, att man med väl avvägda, men fasta steg närmade sig den dag, "då uti den stora medborgarhär, som i farans stund skall rycka fram, varje man eldas av medvetandet, att han äger hel medborgarrätt i det fosterland, för vars liv han går att insätta sitt eget." Året därpå talade han allvarsord om behovet av samarbete mellan medborgarklasserna, om avpassandet av de nya försvarsbördorna efter bärkraften hos de skuldror, på vilka de skulle vila. Herslow anslöt sig till Allmänna valmansförbundet vid dess bildande 1904.
Herslow 1878–93 var styrelseledamot och 1893–1910 styrelseordförande i Skånes Enskilda Bank och styrelseordförande i Skandinaviska Kredit AB 1910–11, tog som praktisk bankman, riksdagsman och kommittéledamot en särdeles framstående del i bankfrågans utveckling och avgörande. Han var ledamot i bankkommittéerna 1881–83 och 1889–90, checkkommittén 1896, i kommittén 1900 angående ändrade bestämmelser rörande Riksbankens sedelutgivningsrätt och i kommittén 1901–02 för uppgörande av förslag till lagar angående solidariska bankbolag m.m. Därjämte var han ledamot i kommittén för Stockholmsutställningen 1897 samt ordförande i kommunalskattekommittén 1897–1900. Synnerligen intresserad och inflytelserik i kommunala angelägenheter, tillhörde Herslow i 32 år Malmö stadsfullmäktige och ledde 1891–1904 som ordförande deras förhandlingar. Han utövade även en högst betydande och inflytelserik verksamhet inom särskilt det skånska affärslivet som styrelseordförande i en mängd bolag och industriella företag. År 1935 uppkallades "Carl Herslowsgatan" i Malmö efter honom.
Carl Herslow är begravd på Östra kyrkogården i Malmö.

## Utmärkelser
- Kommendör med stora korset av Nordstjärneorden, 1 december 1902.[12]
- Kommendör med stora korset av Vasaorden, 3 april 1916.[13]
- Storkorset av Danska Dannebrogorden.[12]